# Mankeshwar, Bhalki
Mankeshwar là một làng thuộc tehsil Bhalki, huyện Bidar, bang Karnataka, Ấn Độ.